# Bjärnum
Bjärnum – miejscowość (tätort) w Szwecji, w regionie administracyjnym (län) Skania, w gminie Hässleholm.
Według danych Szwedzkiego Urzędu Statystycznego liczba ludności wyniosła: 2755 (31 grudnia 2015), 2814 (31 grudnia 2018) i 2812 (31 grudnia 2019).